# 生命之光广播电台
生命之光广播电台（英语：KNLS），是位于美国阿拉斯加州的一家广播电台，属于世界基督徒广播公司，使用英语、汉语和俄语三种语言，通过短波每日播出10小时的福音节目。

## 历史
1976年，世界基督徒广播公司成立，开始着手建立生命之光广播电台。1977年，电台创办人之一Lowell Perry在空难中丧生。1979年最终在阿拉斯加州安克雷奇南部选定电台地址。
电台于1983年7月23日开始对外播音，初期仅有俄语和汉语节目。1984年，英语节目开播。1987年，日语节目开播。1991年，日语节目停播。

## 华语广播频率
生命之光广播电台中文部成立于1983年，刚开播的时候只有英语教学，福音讲解和古典音乐三种节目。这些年随着人员的扩充，陆续加入了基督徒的人生观，圣经简介，美国文化介绍，夫妻相处，教养子女，科学与信仰等类型的节目。2003年中文部更加设了网站，把声音转化为文字图像，扩大了与听友接触的层面。
| 美国阿拉斯加州发射（KNLS） |                 |
| 播音时间（UTC+8）          | 播音频率（kHz） |
| 16:00-18:00                | 7370 (华东）    |
| 18:00-19:00                | 9540 (华东）    |
| 21:00-23:00                | 9530 (华北）    |
| 23:00-24:00                | 9730 (华北）    |
| 00:00-02:00                | 9550 (华北）    |
| 非洲马达加斯加发射         |                 |
| 05:00-06:00                | 11610 (欧洲）   |
| 12:00-13:00                | 17530 (东南亚） |

※时区：UTC+8
- 频率表有效期为2024年10月27日至2025年3月30日[1]

## 联系方式
电子邮箱：smzg@smzg.org